# جيم بيدوك
جيم بيدوك (بالإنجليزية: Jim Piddock)‏ هو ممثل بريطاني، ولد في 8 أبريل 1956 في المملكة المتحدة.

## أعمال

### أفلام
- (1996) يوم الاستقلال[5][6]
- (2002) 101 مرقش 2
- (2006) العظمة
- (2008) قابل الإسبارطيين[7]
- (2015) 1915

## وصلات خارجية
- جيم بيدوك على موقع IMDb (الإنجليزية)
- جيم بيدوك على موقع قاعدة بيانات برودواي على الإنترنت (الإنجليزية)
- جيم بيدوك على موقع إن إن دي بي (الإنجليزية)
- جيم بيدوك على موقع قاعدة بيانات الفيلم (الإنجليزية)